# Notificationes ex Constistorio Generali Dioecesis Cracoviensis
Notificationes ex Constistorio Generali Dioecesis Cracoviensis – pismo teologiczne wydawane w Krakowie od roku 1800, będące oficjalnym organem Kurii Metropolitalnej. Pismo publikuje m.in. rozporządzenia władz kościelnych.

## Historia
W latach 1881–1890 wychodziło pod tytułem Notificationes e Curia Episcopali Dioecesis Cracoviensis ad Universum Venerabilem Clerum tam Saecularem quam Regularem, a w latach 1891–1906: Notificationes e Curia Principis Episcopi Cracoviensis ad Universum Venerabilem Clerum tam Saecularem quam Regularem. Kolejna zmiana tytułu miała miejsce w latach 1907-1925 na Notificationes e Curia Principis Episcopi Cracoviensis, a w latach 1926-1940 na Notificationes e Curie Principis Metropolitae Cracoviensis. W latach 1940-1945 nie ukazywało się. Wydawanie wznowiono w 1957 roku. 
Pismo początkowo ukazywało się jako rocznik, potem kwartalnik. Po II wojnie światowej wprowadzono dział urzędowy i nieurzędowy. W nieurzędowym publikowano nekrologii, artykuły naukowe i duszpasterskie. Obecny (2023) rocznik złożony z 4 kwartalników zawiera działy: dokumenty papieskie, dokumenty i homilie Metropolity krakowskiego, zmiany w archidiecezji krakowskiej, zmarli księża Archidiecezji krakowskiej.